# Orlando Ribeiro (futebolista)
Orlando Ribeiro de Oliveira (São Paulo, 9 de janeiro de 1967), mais conhecido como Orlando Ribeiro ou apenas Orlando, é um treinador de futebol brasileiro e ex-jogador que atuou como zagueiro. Quando jogador, era conhecido como Orlando Itu. Atualmente, está sem clube.

## Carreira

### Jogador
Orlando começou sua carreira nas categorias de base da Juventus-SP aos 11 anos. Estava no grupo do Juventus de 1985, que foi campeão da Copa São Paulo de Futebol Junior.
Depois de jogar no time principal do Moleque Travesso, passou pelo Ituano antes de ingressar no Atlético Mineiro, em 1993.
Voltou ao Ituano em 1994, e passou a jogar em clubes de seu estado natal, como Sãocarlense, Francana, União Barbarense, Santo André, Etti Jundiaí e São José-SP antes de se aposentar aos 37 anos. Com o Barbarense, conquistou o Campeonato Paulista Série A2 de 1998, como capitão do time.

### Treinador
Formado em Educação Física, como treinador, iniciou a carreira como avaliador nas categorias de base da Portuguesa e passou ainda pelo EC Osasco, até chegar ao São Paulo em 2010, começando como avaliador técnico, sendo nomeado técnico do sub-15 no ano seguinte, com o qual foi vice-campeão Paulista. Ele assumiu o comando dos sub-17 em 2014, onde venceu seis troféus, com destaque para o inédito bicampeonato da Taça BH (2016 e 2017) a para o bicampeonato Paulista (2015 e 2016). Substituiu André Jardine no comando do sub-20 em 21 de março de 2018. Em sua primeira competição como técnico do Sub-20, sagrou-se tricampeão da Copa do Brasil da categoria, em junho de 2018. Em janeiro de 2019, foi campeão da Copa São Paulo de Futebol Júnior. Ribeiro foi demitido do Tricolor no dia 16 de fevereiro de 2021. No clube, trabalhou na formação de atletas como o zagueiro Éder Militão, os atacantes David Neres e Antony, entre outros.
Em julho de 2021, assumiu o time sub-17 do Palmeiras. Pelo clube, fez 34 jogos, sendo 27 vitórias, três empates e apenas quatro derrotas, tendo um aproveitamento de 82,3%, além de 124 gols marcados (3,64 gol/jogo) e 38 sofridos (1,11 gol/jogo). Venceu a FAM Cup de forma inédita e invicta, e foi vice-campeão do Paulista sub-17 e terceiro lugar da Copa do Brasil sub-17. Deixou o cargo no dia 28 de fevereiro seguinte, para assumir o time sub-20 do Santos.
No primeiro ano pelo clube, o Peixe caiu na primeira fase do Brasileirão sub-20, mas chegou ao título do Campeonato Paulista da categoria vencendo o Corinthians na decisão.
Em 12 de setembro de 2022, Ribeiro foi nomeado técnico interino do time principal do Santos, substituindo Lisca. No final do mês, ele foi mantido como técnico principal até o final da temporada. Ao todo, comandou a equipe em 12 jogos, com sete derrotas, quatro vitórias e um empate com aproveitamento de 39%.
Em 2023, retornou para equipe Sub-20 do Santos. Neste ano, começou levando o Santos até a semifinal da Copa São Paulo e também chegou também na semifinal do Brasileirão sub-20. No Paulista, o Peixe não foi conseguiu defender o título e acabou parando na terceira fase da competição e na Copa do Brasil sub-20, a equipe caiu na segunda fase.
Em 2024, o Peixe foi eliminado pelo Cruzeiro nas oitavas de final da Copa São Paulo de Futebol Júnior e, no Brasileiro da categoria, sofreu para conseguir se classificar para as quartas de final e foi eliminada da competição pelo Palmeiras. Em setembro de 2024, o Santos demite Orlando Ribeiro e toda comissão técnica do sub-20.
Em outubro de 2024, acerta com o Corinthians, para dirigir o time sub-20.
Em 28 de Julho de 2025, foi demitido, após maus resultados.

## Títulos

### Jogador
Juventus
- Copa São Paulo de Futebol Junior: 1985

União Barbarense
- Campeonato Paulista – Série A2: 1998

### Treinador
São Paulo FC
- Campeonato Paulista Sub-17: 2015 e 2016
- Taça BH: 2016 e 2017
- Aspire Tri-Series U17 – Catar: 2017
- FAM Cup Sub-17: 2018
- Copa do Brasil Sub-20: 2018
- Supercopa Sub-20: 2018
- Copa São Paulo de Futebol Junior: 2019

Palmeiras
- FAM Cup Sub-17: 2021